# Grabersdorf
Grabersdorf är en ort i  kommunen Gnas i Österrike. Den ligger i distriktet Südoststeiermark i förbundslandet Steiermark.
Grabersdorf var tidigare en självständig kommun, men blev den 1 januari 2015 en del av kommunen Gnas.  